# Frozen (Stargate SG-1)
Frozen (Congelada) es el cuarto episodio de la sexta temporada de la serie de televisión de ciencia ficción Stargate SG-1, y el episodio N.º 114 de toda la serie.

## Trama
Desde una base en la Antártica, la Dra. Michaels se halla hablando con la Mayor Carter, en el CSG, cuando es interrumpida por Woods y Osbourne, los otros científicos de esa base, quienes dicen haber encontrado algo bajo el hielo.
SG-1 y la Dra. Fraiser son enviados entonces a la Antártica. En la base les muestran lo descubierto: un cuerpo humano femenino congelado, al que han llamado Ayiana. Michaels revela que esta mujer posee millones de años de antigüedad, lo que demostraría que la Humanidad es más vieja de lo pensado. Luego la Dra. Michaels muestra a Fraiser algunas células del cuerpo de Ayiana que parecen estar intactas, así que comienzan a derretir el hielo. Aunque parece imposible, resulta que Ayiana aun sigue viva, por lo que deciden descongelarla más rápido. Después de quitar todo el hielo, reaniman a la mujer, quien se recupera rápidamente e incluso despierta. Más adelante, mientras Woods y Osbourne vuelven al sitio donde encontraron a Ayiana a seguir investigando, Jonas intenta comunicarse con ella. Además de descubrir que Ayiana puede hablar, aunque difícilmente (posiblemente debido a que su cerebro esta dañado), Jonas se percata que una herida que ella tenía en el brazo ha desaparecido.
Más adelante Fraiser muestra a Carter que el cerebro de Ayiana es similar al de Cassandra y al del Coronel O'Neill, cuando retuvo el depósito de conocimientos Antiguos. Creen que Ayiana representa una etapa más avanzada de la evolución humana e incluso es posible que sea una Antigua. Más tarde, la Dra. Michaels llama a todos y les informa que Ayiana esta enferma. Como piensan que puede tratarse de virus congelado junto con Ayiana, deciden establecer una cuarentena.
Posteriormente, en medio una fuerte tormenta de nieve, Osbourne llega sola y además enfermo a la base. Como falta Woods, O'Neill y Teal'c van a buscarlo. Mientras Jonas trata de hablar con Ayiana para ver si puede ayudarlos, Fraiser informa a Carter sobre el virus y que no hay nada que ella pueda hacer al respecto. Jack y Teal'c regresan luego con Woods, quien esta casi muerto. Sin embargo, Ayiana logra sanar al científico al tocarlo, pero termina desmayándose. Más adelante ella también cura a Michaels y a Osbourne, pero cada vez se debilita más, según revela Fraiser con una prueba de sangre.
Más tarde, Woods habla con Ayiana para agradecerle, pero ella lo deja inconsciente al tocarlo con su mano. Entonces comienza a sanar al resto que también habían caído enfermos. Sin embargo antes de poder curar a O'Neill, ella se desmaya una vez más. 
Posteriormente, una misión llega a la base y traslada a todos de vuelta al SGC. Allí descubren que Ayiana pronto morirá, lo que sucede luego, mientras Jonas hablaba ella. 
Debido a que aún no hay forma de combatir del virus descubierto, un Tok'ra, llamado Thoran llega pronto a la base y sugiere que, para salvarse, el Coronel se una a un simbionte. Carter entonces pregunta a O'Neill, casi inconsciente, si acepta esta oportunidad y aunque al principio él se niega, finalmente acepta la simbiosis. Entonces O’Neill es llevado a través del Portal donde los Tok'ra.

## Artistas invitados
- Venus Terzo como la Dra. Francine Michaels.
- Bruce Harwood como el Dr. Osbourne.
- Paul Perri como el Dr. Woods.
- Teryl Rothery como la Dra. Janet Fraiser.
- Dorian Harewood como Thoran.
- Ona Grauer como Ayiana.
- Gary Jones como Walter Harriman Davis.